# Wieprz (Silésie)
Pour les articles homonymes, voir Wieprz (homonymie).
Wieprz est un village de la voïvodie de Silésie et du powiat de Żywiec. Il est le siège de la gmina de Radziechowy-Wieprz et compte 3 535 habitants au recensement de 2008.